# Джионта, Брайан
Бра́йан Джи́онта (англ. Brian Gionta; род. 18 января 1979, Рочестер, Нью-Йорк) — американский хоккейный правый нападающий и тренер. 
На драфте НХЛ 1998 года был выбран в 3 раунде под общим 82 номером клубом «Нью-Джерси Девилз», в составе которого провел 7 сезонов и выиграл Кубок Стэнли в 2003 году.
За сборную США выступал на Олимпийских играх 2006 и 2018 годов, а также на 3-х чемпионатах мира: 2000, 2001 и 2005.

## Статистика
```
                                            
                                            --- Regular Season ---  ---- Playoffs ----
Season   Team                        Lge    GP    G    A  Pts  PIM  GP   G   A Pts PIM
--------------------------------------------------------------------------------------
1995-96  Niagara Scenic              MetJH  51   47   44   91   59
1996-97  Niagara Scenic              MetJH  50   57   70  127  101
1997-98  Boston College              H-Eas  40   30   32   62   44
1998-99  Boston College              H-Eas  39   27   33   60   46
1999-00  Boston College              H-Eas  42   33   23   56   66
2000-01  Boston College              H-Eas  43   33   21   54   47
2001-02  New Jersey Devils           NHL    33    4    7   11    8   6   2   2   4   0
2001-02  Albany River Rats           AHL    37    9   16   25   18  --  --  --  --  --
2002-03  New Jersey Devils           NHL    58   12   13   25   23  24   1   8   9   6
2003-04  New Jersey Devils           NHL    75   21    8   29   36   5   2   3   5   0
2004-05  Albany River Rats           AHL    15    5    7   12   10  --  --  --  --  --
2005-06  New Jersey Devils           NHL    82   48   41   89   46   9   3   4   7   2
2006-07  New Jersey Devils           NHL    62   25   20   45   36  11   8   1   9   4
2007-08  New Jersey Devils           NHL    82   22   31   53   46   5   1   0   1   2
2008-09  New Jersey Devils           NHL    81   20   40   60   32   7   2   3   5   4
2009-10  Montreal Canadiens          NHL    61   28   18   46   26  19   9   6  15  14
2010-11  Montreal Canadiens          NHL    82   29   17   46   24   7   3   2   5   0
2011-12  Montreal Canadiens          NHL    31    8    7   15   16  --  --  --  --  --
2012-13  Montreal Canadiens          NHL    48   14   12   26    8   2   0   1   1   0
2013-14  Montreal Canadiens          NHL    81   18   22   40   22  17   1   6   7   2
2014-15  Buffalo Sabres              NHL    69   13   22   35   18  --  --  --  --  --
2015-16  Buffalo Sabres              NHL    79   12   21   33   12  --  --  --  --  --
2016-17  Buffalo Sabres              NHL    82   15   20   35   22  --  --  --  --  --
2017-18  Boston Bruins               NHL    20    2    5    7    2   1   0   0   0   0
--------------------------------------------------------------------------------------
         NHL Totals                       1026  291  304  595  377 113  32  36  68  34

```